# ウドノキ属 (ブドウ科)
ウドノキ属 (Leea)とは、ブドウ科に属する被子植物である。オシロイバナ科にも同名の属があるが、別の植物である。新エングラー体系・クロンキスト体系ではクロウメモドキ目の単型科、ウドノキ科に属していたが、APG IIIでは、ブドウ科に含まれる。

## 概要
河川沿いの二次林中あるいは、極相林の林床や沢沿いに生育する低木である。樹高100 m 以上なる種や基部だけ木化する草本のようなものもある。マレーシア地域では、ほとんどの種は標高1000 m 以下の所に生育している。日本では琉球諸島にオオウドノキが生育する。学名は、イギリスの園芸家であるジェームズ・リー(J.Lee,1715 - 1795)にちなむ。和名は、葉の形がウコギ科のウドに似ていることから名付けられた。

## 分布
主にインドから東南アジアに自生するが、マダガスカル・熱帯アフリカにも数種がある

## 特徴
花は両性であり、放射相称で、白から赤あるいは緑色の花筒は4〜5枚の花片をもつ。仮雄ずい筒は雄蕊が変形したもので雄蕊の内側になる筒状の構造である。仮雄ずい筒の上部は、花糸と同じくらいまで伸びている。花糸に挟まれた仮すいの筒の裂片はふつう先端がやや凹んでおり、ときに深く切れ込む。開花すると、花糸が外へ反り返り、葯は、仮雄すい筒から顔を出す。葉は対生あるいは互生で、単葉、複葉、あるいは不完全な1〜4回奇数羽状複葉であり、種によっては、かなり変化する。葉柄には、倒卵形の托葉がある。果実は、直径1 cmほどの液果で果肉には針状のシュウ酸カルシウムの結晶が束になったものが多数ある。

## 主な種
- Leea adwivedica
- Leea aequata
- Leea amabilis
- Leea angulata
- Leea asiatica
- Leea aspera'
- リーア・コッキネア Leea coccinea
  - リーア・ルブラ Leea coccinea 'Rubra'
- Leea glabra
- オオウドノキ Leea guineensis
- Leea hirta
- リーア・インディカ Leea indica
- Leea krukoffiana
- Leea macrophylla
- Leea manillensis
- Leea philippinensis
- Leea sambucina
- Leea tinctoria

その他70種以上ある。